# Budapest Grand Prix Indoor 1993
Il Budapest Grand Prix Indoor 1993 è stato un torneo di tennis giocato sul sintetico indoor, che ha fatto parte della categoria Tier III nell'ambito del WTA Tour 1993.
Si è giocato a Budapest in Ungheria, dal 18 al 24 ottobre 1993.

## Campionesse

### Singolare
Zina Garrison ha battuto in finale  Sabine Appelmans con il punteggio di 7–5, 6–2

### Doppio
Inés Gorrochategui /  Caroline Vis hanno battuto in finale  Sandra Cecchini /  Patricia Tarabini con il punteggio di 6–1, 6–3